# مذاهب إسلامية عقدية

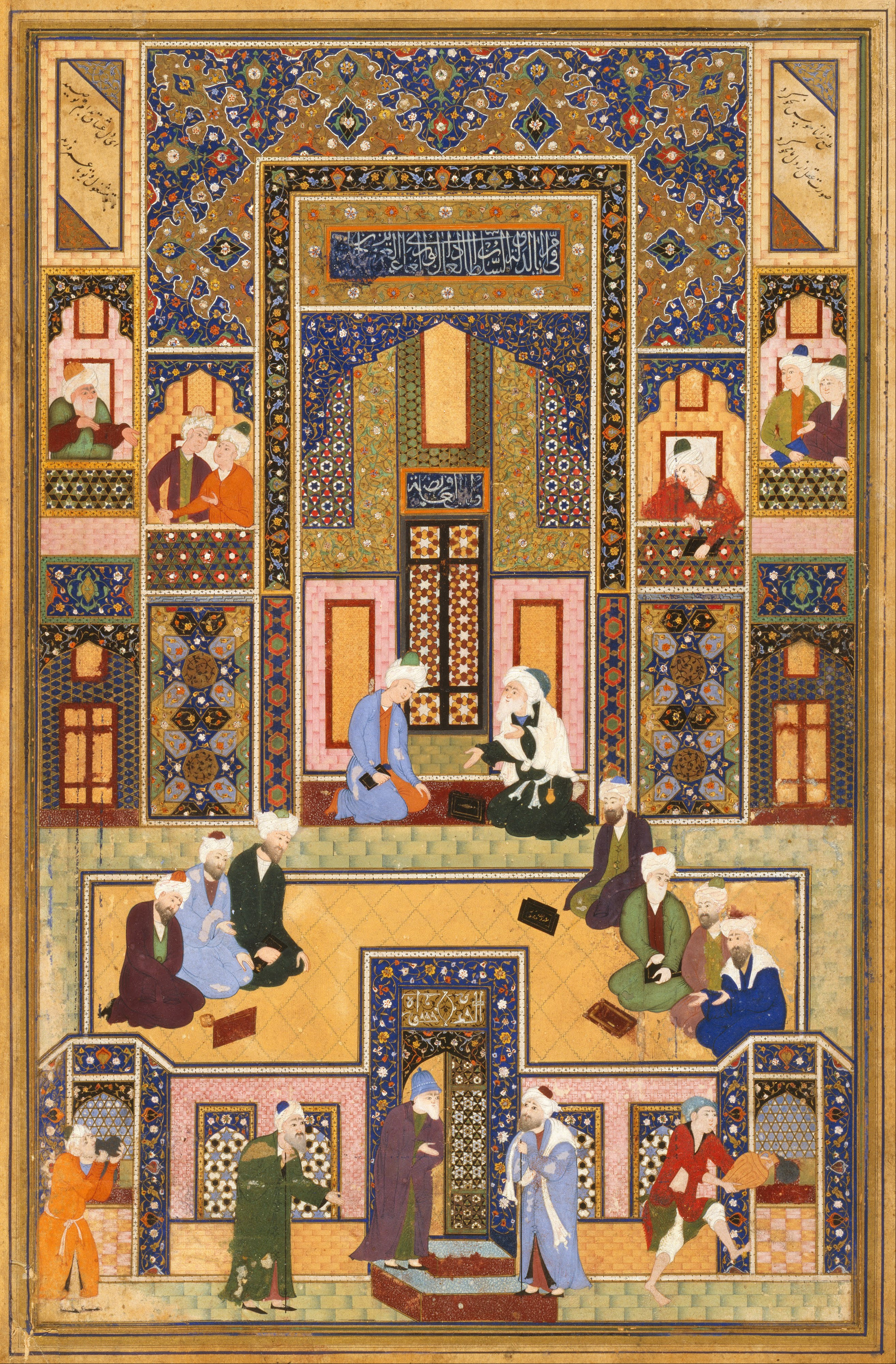
منمنمة جلسة علماء لعبد الله المصور البخاري، رسمها بين عامي 1540 و1550 م.

الفرق أو المذاهب أو المدارس العقدية الإسلامية هي فروع مختلفة من مدارس فكرية وكلامية في الإسلام فيما يتعلق بالعقيدة. 
تاريخيا أدى تطور الفقه الإسلامي أواسط القرن الثامن الميلادي إلى صعوبات في فهم وتأويل الآيات القرآنية والأحاديث النبوية، الأمر الذي أدى إلى ظهور فرق ومدارس اختلفت في التأويل والتفسير. وكان الانقسام الرئيسي بين الإسلام السني والشيعي في البداية سياسيًا أكثر منه دينيًا، ولكن مع مرور الوقت تطورت الآراء الدينية بينهما. ومع ذلك، فإن الاختلافات في العقيدة تحدث على شكل انقسامات متعامدة مع الانقسامات الرئيسية في الإسلام على طول الخطوط السياسية أو الفقهية، بحيث قد ينتمي المعتزلي، على سبيل المثال، إلى المذهب الجعفري أو الزيدي أو حتى الحنفي.

## مكانته في الإسلام
إن علم الأصول أو العقيدة الإسلامية يبحث في العقائد الدينية بإيراد الحجج عليها ودفع الشبه عنها. ويقول الغزالي «إن أهل هذا العلم متمسّكون أولًا بالأخبار والآيات، ثم بالدلائل العقلية.» ولما كان الدين الإسلامي منقسمًا إلى معرفة وطاعة، والمعرفة أصل والطاعة فرع، كان أصوليًّا من تكلّم في المعرفة والتوحيد. وكان فروعيًا من تكلّم في الطاعة والشريعة. فعلم الكلام يشجع الجدال وتبادل الآراء.

## المدارس العقدية

### السنّة
تُعرف أهل السنة والجماعة في المفهوم العقائدي بـ«ما وافق الكتاب والسنة وإجماع السلف الأمة من الاعتقادات والعبادات، وتقابلها بهذا المعنى البدعة.» وهذا التعريف مستمد من مفهوم السنة الذي هو الاتباع المقابل للابتداع، وقد جاءت في ذلك أقوال كثيرة.
بدأ ظهور مذاهب عقائدية بين أهل السنة بعد انتشار المعتزلة وظهور المشبهة والمجسمة وغيرها من الفِرق وحدوث الكلام في الصفات، فانقسم أهل السنة إلى طريقتين: طريقة أهل الحديث التي تعتمد في الاستدلال على الأدلة السمعية أي: النقلية من الكتاب والسنة والإجماع فيما يكون منها دليلا تقوم به حجة لإثبات الحكم، وطريقة أهل النظر والرأي والفرق الكلامية مثل الأشاعرة والماتريدية، والتي تعتمد في الاستدلال على الأدلة السمعية والنظرية باعتبار أن الأدلة السمعية هي الأصل، والأدلة العقلية خادمة لها.

#### المعتزلة
المعتزلة من أقدم الفرق الكلامية وأكثرها ميلًا إلى العقل وأحكامه، وأنهم في نظرية الإمامة لا يختلفون عن رأي العام لأهل السنة، وإن كان لدى أكثر معتزلة البغداديين روح قريبة من الزيدية. العدل هو أساس منهجهم في الكلام وإحدى العقائد الأساسية، وتتضمن: القول بالتحسين والتقبيح العقليين، أي بقدرة العقل على معرفة الحسن والقبح الذاتيين في الأشياء، وعلى أدراك الحكم الواجب اتباعه، والذي يثاب ويمدح فاعله ويلام ويعاقب تارك، لا مجرد الميل النفسي أو الكمال والنقص كما يقول الأشاعرة. ثم، وجوب اللطف والصلاح على الله وهو أن يفعل كل ما يقرب العبد من الطاعة ويبعده عن المعصية بحيث لا يصل إلى حد الإجبار والإكراه له على ذلك. ثم حرية الإنسان وقدرته الموجدة لأفعاله دون تدخل قدرة الله، وهي مسألة أفعال العباد التي اتهموا بسببها بأنهم قدرة أو ثنوية، برغم ذلك هم لا ينكرون علم الله القديم، وإن بالغوا في حرية الإنسان ومدى قدرته وإرادته.

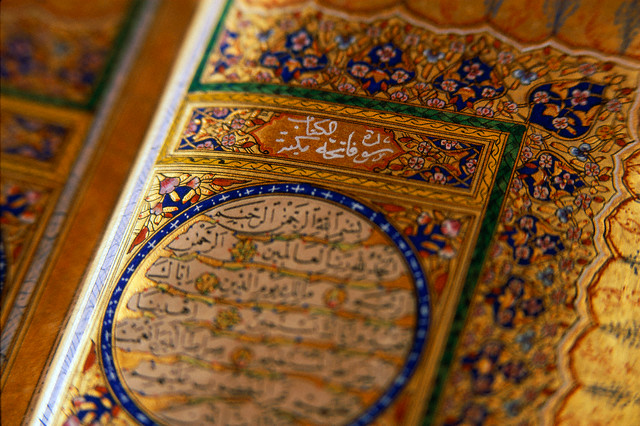
استدل المعتزلة بخلق القرآن بعدة أدلة.

والتوحيد عند المعتزلة هو تأكيد وحدانية الله وتفرده بالقدم والأزلية مثل باقي الفرق الكلامية، وقد كانت آراؤهم فيها مدار الصراع مع الفرق السنية جمعيًا، وغلب عليهم فيها طابع التنزيه. وعن الصفات، هم يقولون إن الصفات هي عين الذات والقديم واحد، ويخشون من القول بقدم الصفات ومغايرتها للذات الوقوع في الشرك والتعدد. وقولهم بخلق القرآن، ومعاملتهم لخصومهم في واقعة اشتهرت بـمحنة خلق القرآن، كان من أخطائهم الكبرى. ثم تأويلهم للنصوص المتعلقة بالصفات التي توهم التشبيه في نظرهم أو رفضهم لها، مما عزلهم عن ضمير جمهور إسلامي.

وقد مر الاعتزال بمراحل كثيرة، وظهرت فيها فرق فرعية متعددة منذ نشأ على يد واصل بن عطاء، المراحل البارزة هي أربعة: المرحلة الأولى، المعتدلة، استمدت من مصادر إسلامية أصيلة مع نزعة عقلية تأويلية، نشأت على يد واصل بن عطاء ثم عمرو بن عبيد وقد تتلمذا على الحسن البصري، واشتغلا بالحديث وعرفا بالزهد. ثم كانت بعد ذلك مدرسة أبي الهذيل العلاف الذي اتصل بالسابقين عن طريق عثمان الطويل، وقد زادت عندئذ نسبة الاعتماد على العقل. وعاصره بشر بن المعتمر الذي أسس الفرع البغدادي للمعتزلة. ثم مرحلة الجاحظ، والنظام، والخياط، وهي مرحلة متقدمة في تطور الاعتزال حيث ظهرت واكتملت نظريات المعدوم والطفرة والتولد. ثم المدرسة الجبائية التي انشعب منها المذهب الأشعري، ويمثلها القاضي عبد الجبار وتلاميذه.
ظهرت المذهب الاعتزالي من حلقة الحسن البصري السلفية مؤكدًا منذ البداية دور العقل في مقابلة النص من حيث المنهج، ومؤثرًا التنزية الإلهي والوحدانية، ومتشبثًا بفكرة الحرية والاستقلال بالنسبة للجانب الإنساني. وكان الخطأ القاتل بالنسبة للمعتزلة استخدامهم للسلطة العباسية. برغم ذلك، لا زال الفكر والكلام الإسلامي يستمد من أفكار المعتزلة ونظرياتهم.

#### الماتريدية

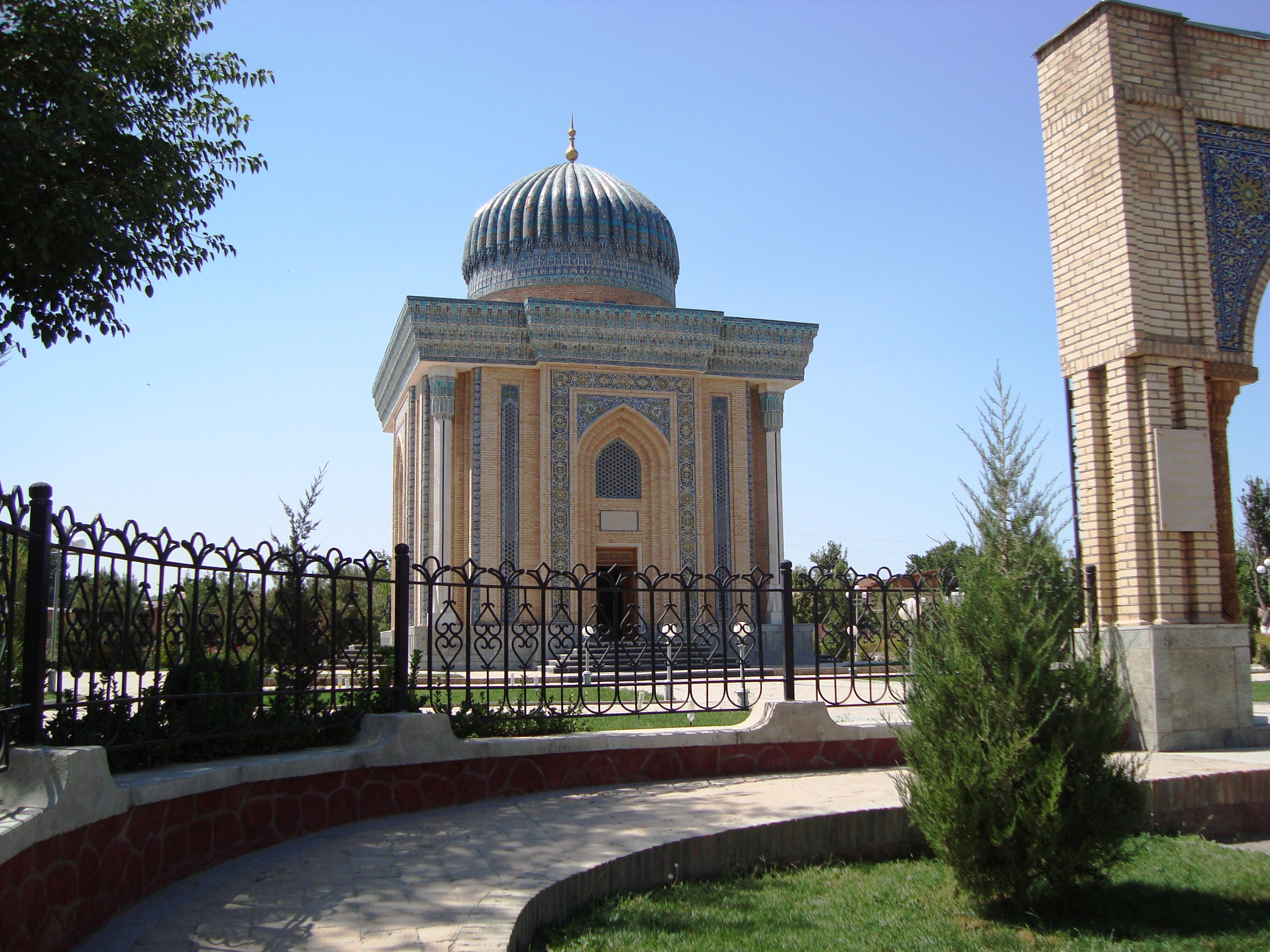
ضريح أبو منصور الماتريدي في سمرقند وهو مؤسس المدرسة الماتريدية التي يتبعها غالبية أتباع المذهب الحنفي في العقيدة.

يشكلون الماتريدية مع الأشاعرة الجناح الكلامي لأهل السنة والجماعة، بينما غلبت الروح النصية إلى حد ما الحنابلة والظاهرية الذين كانوا أقرب إلى روح المُحدّثين والفقهاء، كما كان المعتدلون منهم أكثر تمثيلًا لموقف السلف في العقائد. والماتريدية هم أتباع أبي منصور الماتريدي، المتوفي سنة 333 هـ، الذي كان بدوره تابعًا لأبي حنيفة ومذهبه في العقيدة والفقه جميعًا، ثم حاول عرض آراءه في العقيدة بلغة متكلمي عصره فجاء مذهبه قريبًا من مذهب الأشعري حتى إن القدماء ليعدون مسائل الخلاف بين المذهبين فيحصرونها في بعض عشرة مسألة، ومن أبرز هذه الخلافات أو الفروق: أنهم في التوحيد يؤكدون قدم الصفات الإلهية ويعارضون المعتزلة في القول بحدوث صفات الفعل التي يعدون منها الإرادة والكلام. كما يختلفون مع الأشاعرة في ميلهم إلى القول بحدوث الصفات العدلية، باعتبارها مجرد تعلقات للقدرة. يتخذ الماتريدية موقفًا وسطًا فيما يتعلق بالحرية الإنسانية فرغم أنهم لا يقولون باستقلال القدرة الإنسانية بالإيجاد كالمعتزلة، لا يقولون أيضًا بالكسب الأشعري الذي يعترف بقدرة إنسانية مصاحبة للفعل لا دخل لها في التأثير في إيجاده، بل يقولون بقدرة إنسانية سابقة على الفعل صالحة للفعل والترك ولها أثر في إيجاد الفعل غير أنها لا تستقل بالإيجاد، فالله هو الخالق المكون لكل شيء. ثم، إن الماتريدية يذهبون في التحسين والتقبيح إلى مدى أبعد مما ذهب إليه الأشاعرة، فيقولون بأن الحسن والقبح ذاتي في الأشياء ويمكن للعقل إدراكهما، ولكن لا يوافقون المعتزلة في الوقت نفسه في قولهم بأن الإنسان مكلف قبل ورود الشرع وأن العقل يحكم ويوجب ويحرّم.
ويرى بعض العلماء أن مواقف الماتريدية هي أكثر تمثيلًا لمواقف السلف وللروح الأصيل في الفكر الإسلامي من الأشاعرة.

#### الأشعرية

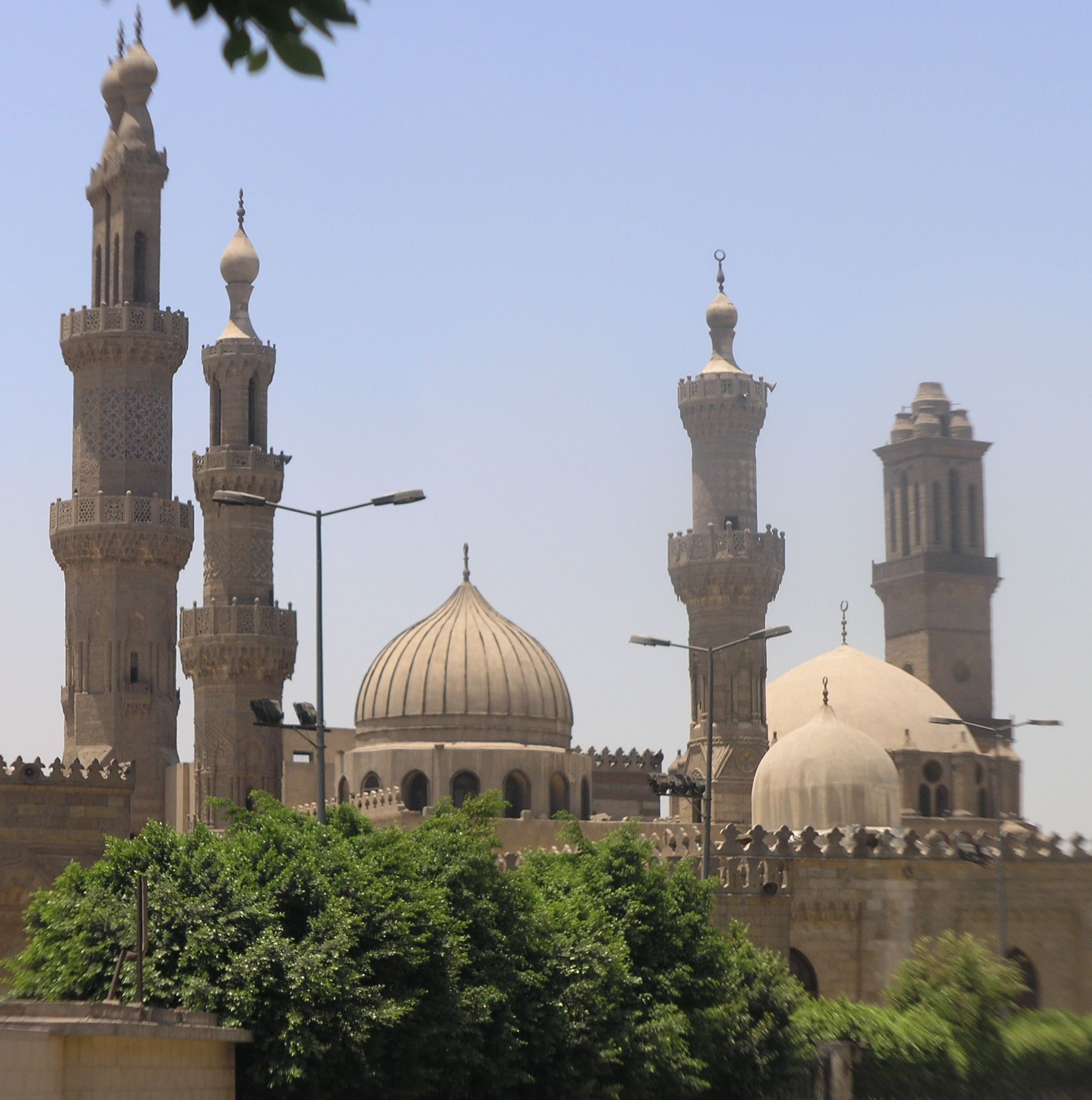
تمسك الأزهر بالمذهب الأشعري وروَّجه منذ تأسيسه.

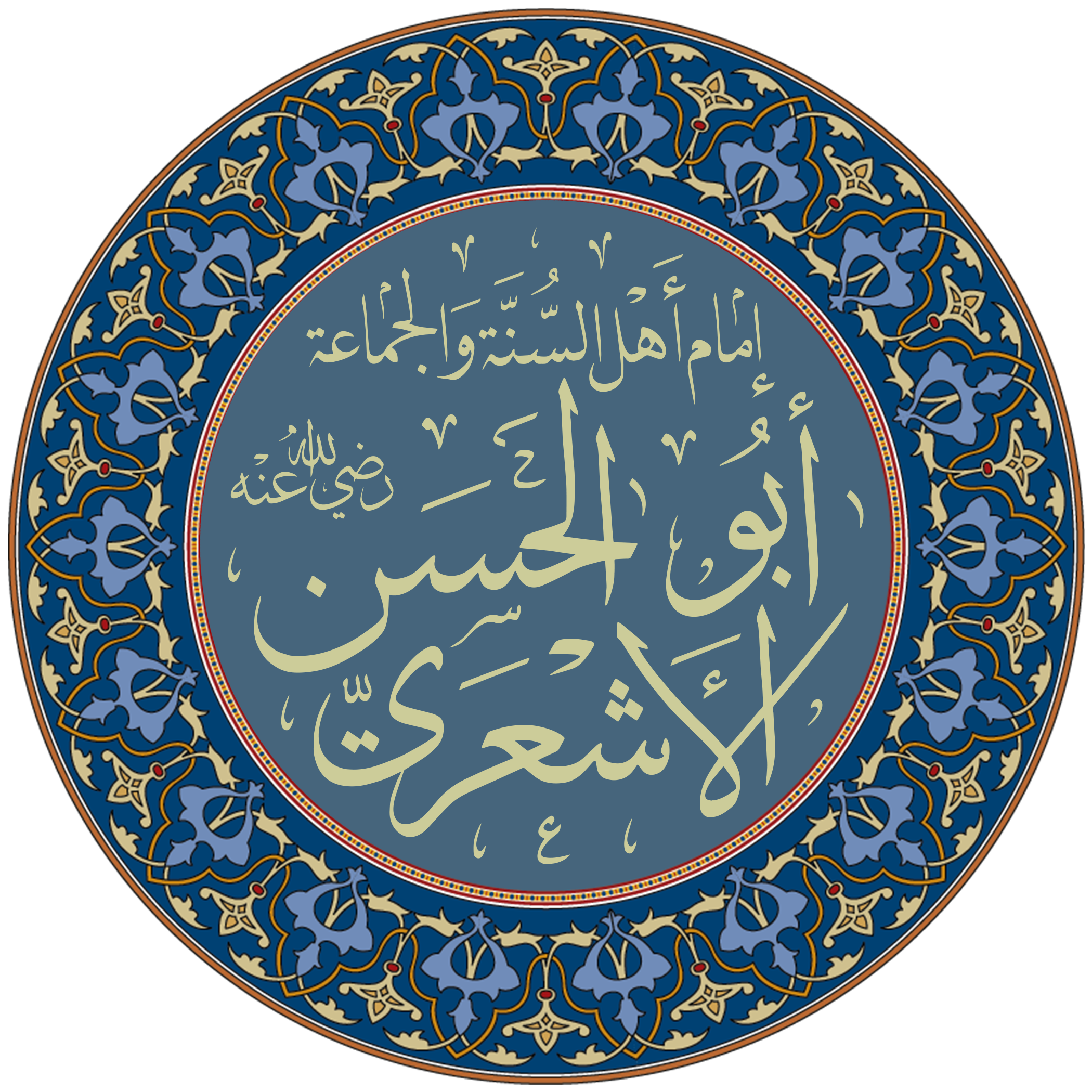
جعل أبو الحسن الأشعري البصري (260 هـ/874م - 324هـ/936م) هدفه الأسمى توحيد عقائد إسلامية على المنهج الوسطية وقام برفض التطرف بكل أنواعه.

يمثّل ظهور المذهب الأشعري نقطة تحول هامّة في الفكر الإسلامي بعامّة، وعلم الكلام بخاصّة، فمن جهة أصبحت أغلبية أهل السنة وهم بدورهم يمثلون أغلبية المسلمين، تدين بهذا المذهب الكلامي، ومن جهة أخرى أصبح علم الكلام معترفًا به كَعِلم من من علوم الدين، بعد أن كان المحدثون وأئمة الفقه يكرهون بل يحرَّمون الخوض في هذا العلم. ظهرت المذهب الأشعري بدوره من دوائر المعتزلة ولما يمض على فتنة خلق القرآن طويل زمان، ولكن الفكر الاعتزالي كان في زواله، فجاء أبو الحسن الأشعري في أواخر القرن الثالث الهجري يعلن الرجوع عن الاعتزال إلى «قول أهل الحق والسنة» وإلى ما «كان يقول به أبو عبد الله أحمد بن محمد بن حنبل»، فمال إلى الاعتدال و التوسط في المعرفة بين الوحي والعقل، وفي الإلهيات بين التشبيه والتنزية، وفي الإنسانيات بين الجبر والتفويض.
فأبو الحسن تردد في شبابه على المدرسة المعتزلة ودرس مذاهبهم على الجبائي، وتمسّك بتعليمهم حتى عامه الأربعين، وحرَّرَ في الدفاع عنه عددًا من الرسائل. بيد أنه اختلى في منزله لمّا بلغ الأربعين، وخرج من خلوته، التي دامت أسبوعين على الأقل، ليعلن في الملأ في الجامع الكبير بالبصرة إنكاره لمذهب المعتزلة وتخلّيه عنه نهائيًا. فهو يثبت الصفات الإلهية القديمة القائمة بالذات ويؤكد أنها ليست عين الذات. وهو في أفعال الإنسان يحاول التوسط فيقول بالكسب أي أن أفعال الإنسان لله خلقًا وإبداعًا وللإنسان كسبًا ووقوعًا عند قدرته. وأما التوسط المنهجي بين العقل والنقل تحقق إلى حد ما في العصر الأول من حياة هذه الفرقة. فقد انتشر المذهب الأشعري الكلامي في شرق البلاد الإسلامية وغربها في القرن السادس الهجري، ولا تزال المدرسة الماتريدية صاحبة الهيمنة على الأوساط الكلامية في الجامعات الدينية السنّية في مختلف أنحاء العالم الإسلامي.
وضع الأشعري قواعد المذهب، وحدد موقع وسطيته بين عقلانية المعتزلة ونصوصية السلفية، الأمر الذي ميّز هذه الوسطية عن وسطية المعتزلة، التي كانت وسطاً بين الفلاسفة والسلفيين النصوصيين، وكان هذا هو الإنجاز الرئيس للأشعري، فقد وضع قواعد المذهب، ومَيَّز وسطيته من وسطية الاعتزال. من أبرز الأئمة والأعلام في المذهب الأشعري: أبو بكر الباقلاني، وإمام الحرمين الجويني، وأبو حامد الغزالي. ثم توالت طبقات أعلام الأشعرية وعلمائها، حتى أصبح مذهب جمهور المسلمين في الاعتقادات.

#### الأثرية
الطريقة الأثرية هي التي تستند على الأثر، والمأثور ما ينقله خلف عن سلف، والأثرية من أهل الحديث يطلق على العلماء الذين اعتمدوا في مسائل العقيدة على الأثر الذي يقوم على النقل والأخذ بالأدلة السمعية أي: الكتاب والسنة والإجماع، والأثر بمعنى المأثور قد يكون أعم من الحديث، فالأثرية من أهل الحديث اعتمدوا بصفة أساسية على الأدلة السمعية، وأما أهل النظر والصناعة النظرية فجمعوا بين الأدلة السمعية والعقلية معا، ويقصد بهم المتكلمون من فقهاء أهل الرأي أو من فقهاء أهل الحديث.
ويسمّون أنفسهم كذلك أهل السنة، وأهل الحديث، وأصحاب الحديث، والأثريّة، في حين يسميهم مخالفوهم الحشوية، ويرون أنهم من المُشَبِّهة المجسِّمة. من الصعب الكلام عنهم كفرقة معيّنة، لأنهم فئاتٌ مختلفةٌ تجمعها روح واحدة، تتَّسم بالحفاظ للنُّصوص والفهم الحرفي لها. فهو اتَّجاهٌ عامٌّ، ومنهجٌ في التّفكير يدعو أصحابه إلى قبول الأفكار والأخبار الشّائعة، وخاصّة تلك المنسوبة إلى مصدر يحظى بالاحترام والثّقة.
وقد كان للإمام أحمد بن حنبل دور بارز في مناصرة الأثر، والصبر في المحنة حيث واجه الاضطهاد من المعتزلة، وتبعه في ذلك أئمة الحنابلة، حتى صاروا أغلب علماء الأثرية أهل الحديث في فترة من الفترات، وحتى أُطلق على الأثرية اسم الحنابلة. فذكر السفاريني «أهل السنة والجماعة ثلاث فرق: الأثرية: وإمامهم أحمد بن حنبل،...». وقال في كتاب العين والأثر: أهل السنة والجماعة ثلاث طوائف هم الأشاعرة والحنابلة والماتريدية.

#### المرجئة
المُرجِئَة نسبة إلى مصطلح الارجاء، عرفت به أحزاب وفرق وجماعات إسلامية عدة، وهذا المصطلح قد عنى في الفكر الإسلامي: الفصل بين الإيمان باعتباره تصديقًا قلبيًا ويقينًا داخليًا غير منظور، وبين العمل باعتباره نشاطًا وممارسة ظاهرية قد تترجم أولًا تترجم عن ما بالقلب من إيمان، ومؤدى هذا الفصل: الرفض القاطع للحكم على العقائد والضمائر البشرية، أيا كان مكانه أو سلطانه. «فما دام العمل لا يترجم، بالضرورة، عن مكنون العقيدة، فلا سبيل إذا للحكم على المعتقدات، وما علينا أن "نرجئ" الحكم على العقائد وعلى الإيمان إلى يوم الحساب، فذلك، هو حينه، وتلك إحدى مهام الخالق، وحده، وليست مهمة أحد من المخلوقين.» 
والشائع في كتب التراث الإسلامي أن تيار الارجاء في تاريخه قد توزعته فرق عدة، يصل بها أبو الحسن الأشعري إلى اثنتى عشرة فرقة هي الجهمية، والصالحية، واليونسية، والشمرية، والثوبانية، والنجارية، والغيلانية والشبيبية، والحنفية، والمعاذية التومنية، والمريسية، والكرامية. وغير الأشعري، من مؤرخي الفرق الإسلامية، يختلفون معه في التعداد، فهم تسعة عند البغدادي، بينما هم أربعة عند الشهرستاني. والارجاء فكريًا والمجرئية كأصحاب لهذا الفكر، قد عرفهم المجتمع الإسلامي أول ما عرفهم على عهد الأموي، ومند أن أستقر ذلك التغيير الذي أحدثه معاوية بن أبي سفيان في طبيعة السلطة، بالمجتمع وفلسفتها. كانت الشورى هي فلسفة نظام الخلافة في عهد الراشدين، وكانت الخلافة حقًا استأثرت به هيئة المهاجرين الأولين، وهي حكومة دولة المدينة، التي ضمن العشرة الذين سبقوا إلى الإسلام من مهاجرة قريش. فجاء تأسيس معاوية الدولة الأموية ليضع النظام الوراثي الشبه ملكي، مكان الشورى وليستبدل الأمويين بالمهاجرين الأولين. وكان معاوية وأركان دولته وأنصارها مع الفصل بين الإيمان والعمل.
ثم غلب فكر المرجئة على الثوار ضد الأمويين، خصوصًا في تركستان وخراسان، ولقد كسبت ثورات المرجئة هذه إلى صفوفها العديد من العلماء والفقهاء منهم أبو الصيداء صالح بن طريف، وربيع بن عمران التميمي، والقاسم الشيباني، وأبو فاطمة الأزدي، وبشر بن جرموز الضبي، وخالد بن عبد الله النحوي، وثابث قطنة. فبرز تيارات متعددة بل ومعارضة استخدمت هذا الفكر الذي نشأ نشأة سياسية، واستخدمته في نصرة فريق ضد فريق، وقوة سياسية واجتماعية ضد أخرى.

#### الكرامية
تنسب الكرامية إلى مؤسسها أبو عبد الله محمد بن عبدالله بن كَرَّام السجستاني. انتشر مذهب الكرّاميّة على مدى واسع في المشرق الإسلامي في القرن الثالث الهجري وخاصة في خراسان وخوارزم وجرجان، وأصبحت الكرامية أحد أربعة مذاهب مشهورة في خراسان، فقد تأسست أربع مدارس كبيرة في نيسابور للمذاهب الفقهية والفرق الدينية الأربع التي كانت لها مكانة مرموقة في المجتمع الخراساني وهي الحنفية والشافعية والشيعة العلوية، والكرامية. ولم تكن فرقة الكرامية منتشرة فقط في المشرق الإسلامي، بل كانت لها خوانق في بيت المقدس يقيم أتباعها فيها مجالس ذكر، حيث اتجه محمد بن كرام إليه سنة 251 هـ/ 865 م وكان له أكثر من عشرين ألفًا من أتباعه والمعتنقين أفكار الكرامية. كما كان لهم رباط في ثغور الشام وآخر في دمشق. كما وجد بمصر بعض أتباعها والمؤيدين لأفكارها، حتى أطلق على محلة في مصر يلطق عليها محلة الكرامية، وكان لهم في مصر قيادات بارزة أصحاب ثروة في القرن الثامن الهجري. يأتي في مقدمة من أسباب الانتشار الواسع كثرة أسفار محمد بن كرام نفسه، فقد بدأت الكرامية في سجستان، حيث ولد محمد بن كرام بها، فلما أظهر مذهبه أنكره العلماء، وسعوا في سجنه وقلته فتخوف صاحب سجستان من قتله، وأمر بنفيه إلى غرجستان فالتف حوله عدد كبير من أهلها، ثم انطلق في عدة رحلات علمية إلى خراسان، ودرس على يد العلماء في نيسابور، وبلخ، وهراة، في أيام محمد بن طاهر بن عبد الله بن طاهر، فازداد أتباعه وكثر أصحابه، فسجن بنيسابور ثمانية أعوام، ثم مكث بها ستة أعوام أخرى حتى أجمع عدد من الأئمة على طرده منها، فاتجه إلى بيت المقدس عام 251 هـ/ 865 م فالتف حوله الآلاف ومكث بها حتى مات 255 هـ/ 869 م. إن كثرة هذه الأسفار أدت إلى انتشار أفكاره في كل منطقة يتجه إليها.
وحول معتقداتهم، قد تأثرت الكرامية بالبيئة التي نشأ فيها مؤسسها، فجمع ابن كرام في آرائه بين المعتقدات القديمة الفارسية واليوناية والإسلامية. وقد نسب عدد كبير من كتاب الفرق والمذاهب مثل الأشعري والشهرستاني والإسفراييني هذه الفرقة إلى المجسمّة، وبينما يرى الأشعرة أن الكرامية فرقة من فرق المرجئة، يرى البغدادي أنها فرقة مستقلة بذاتها. وعلى الرغم من انقسام الكرامية إلى جماعات تختلف في بعض آرائها، إلا أن الإسفراييني والبغدادي اعتبراهم جمعيًا فريقًا واحدًا لأنه لا يكفر بعضعم بعضا.
إن الكرامية لم يخلفوا مؤلفات في مذهبهم تشرح أفكارهم ومعتقداتهم، وإنما يمكن التعرف على أهم آرائهم من خلال كُتّاب الفرق والمذاهب وغيرهم من الذين استقوا معلوماتهم من كتابين مفقودين ألفهما ابن كرام وهو كتاب عذاب القبر وكتاب السر. يعد التجسيم أهم فكرة ظهرت في الفكر الكرامي، كما أنها السبب الرئيسي في وضع الكرامية في عداد فرق المجسمة. فقد ذكر ابن كرام في كتابه عذاب القبر «إن الله إحدى الذات إحدى الجوهر.»، أطلقوا اتباع الكرامية على الجوهر اسم الجسم، ولكنه من وجهة نظرهم ليس كالأجسام، له حد واحد من الجانب الذي ينتهي إلى العرش، أي أنه فوق العرش، ولا نهاية له من الجوانب الأخرى. وبالتالي فهو في مكان معين أو جهة معينة، لذا جوّزوا رؤيته، وذهب باقي أهل السنة إلى إثبات رؤية الله ولكن بشكل غير ما يراه الكرامية. ولقد طور أتباع ابن كرام فكرة مماسة الله للعرش، وقالوا إنه ملاق للعرش. ورأت الكرامية أن الإيمان هو الإقرار باللسان فقط، فمن تكلم به فهو مؤمن كامل الإيمان. ويرى الكرامية أن هناك فرقًا بين قول الله وكلامه، فكلام الله قديم ليس بمسموع، وقوله حادث مسموع له حروف وأصوات. وانفرد الكرامية في الفقه أيضًا وكان مرجعهم إلى أبي حنفية.

### الشيعة

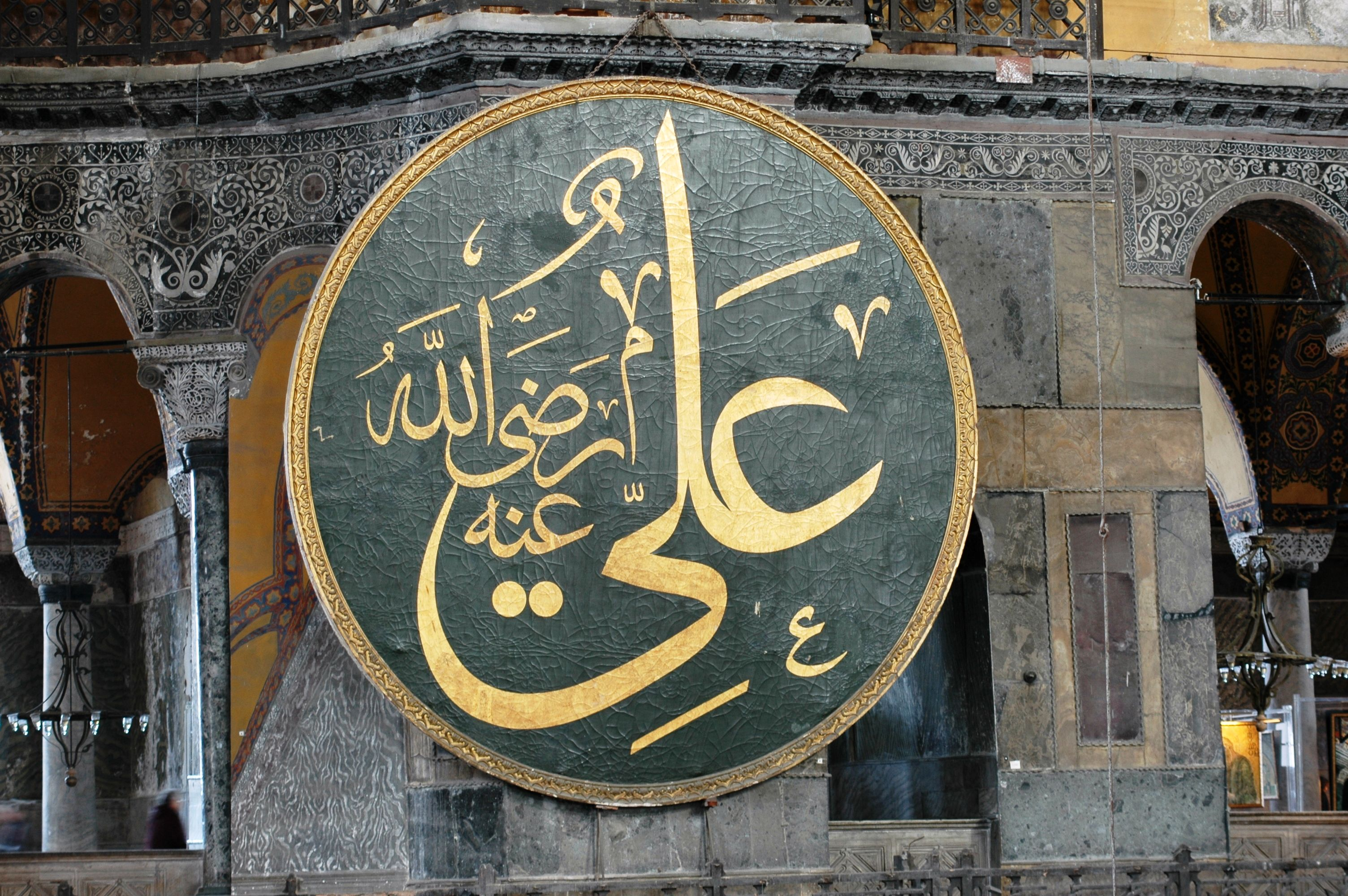
اسم علي بالخط الإسلامي بجامع آيا صوفيا. الفرق الشيعية تنتهي جميعًا إليه، فتراه أجدر بالإمامة بعد النبي محمد.

تعد الشيعة من أقدم الفرق الكلامية وأهممها في الإسلام، نظرًا لمكانتها الكبيرة التي احتلتها في الماضي ومازالت تحتلها في بعض البلدان الإسلامية. كان السبب السياسي من جملة أسباب نشأة الفرق الإسلامية، وهذا السبب هو الذي أدى إلى نشأة الشيعة، اذ توفي النبي محمد دون أن ينص على من يخلفه من الصحابة، ولقد اختلف المسلمون فيما بينهم حول مسألة الإمامة أو الخلافة، ولقد تبلورت هذه الخلافات في ثلاثة اتجاهات رئيسية: شيعة علي بن أبي طالب، جماعة الأنصار الذين أيدوا إمامة سعد بن عباده الخزرجي، ثم هناك طائفة ثالثة رأت أن خليفة ينبغي أن يكون أبا بكر الصديق في سقيفة بني ساعدة. والشيعة هم أتباع علي بن أبي طالب، وهم أولئك الذين انقطعوا له وقالوا بإمامته. ولقد كان على رأس جماعة الشيعة علي في بداية الأمر كل من المقداد بن الأسود الكندي وسلمان الفارسي وأبو ذر الغفاري وعمار بن ياسر المذحجي وغيرهم من صحابة. ولقد انقسمت جماعة الشيعة فيما بعد انقسامات عديدة. فكل فرقة كانت أُمًا لعدة فرق أخرى.
يميل الشيعة بوجه عام إلى القول بأن الإمامة درجة لا تقل عن درجة النبوة. ولهذا فقد ذهبوا إلى أن الإمام، رجل معصوم من الخطأ، وذلك بناء على العلم اللدني الحاصل له. فأن الشيعة عمومًا، ومعهم نفر غير قليل من المسلمين، كانت ترى أن الإمامة ليست قضية مصلحية، بل هي ركن من أركان الدين على حد تعبير الشهرستاني. فاهتمت بها اهتمامًا بالغًا، وسعت بكل جهدها إلى أن تكون من أهل البيت وتكون بالوراثة.
أبرز فرق الشيعة انشعب عنها، هي الزيدية والإثناعشرية والإسماعيلية، وإن كانت هناك فرق أخرى كالغلاة بمختلف شُعُبهم، الذين أرتفعوا بمكانة أئمتهم إلى مستوى الألوهية أو ما يقاربها، والكيسانية التي انقرضت أو أسلمت تراثها في الخلافة إلى العباسيين أو غيرهم. والفرق الشيعية الثلاث الباقية تنتهي جميعًا إلى علي بن أبي طالب، فتراه أجدر بالإمامة بعد النبي. وتعتقد أنه نص عليه قبل موته بشخصه أو بوصفه، وأن ابنيه الحسن والحسين إمامان بعده، فلما قتل الحسين مال ابنه علي زين العابدين بأتباعه وشيعته الموالين لآل البيت إلى منزع سلمي، يؤثر التربية والتعليم والإرشاد على الثورة والخروج وطلب السلطة. وقد ورثت نزعته هذه ابنه محمد الباقر الذي هو الإمام الخامس بعده في نظر الإمامية، وهذه تسمية الإمامية مصطلح يضم بين جناحيه كلًا من الإثناعشرية والإسماعيلية التي ستنفصل بعد موت جعفر الصادق سادس الأئمة، عن الإثناعشرية أتباع ابنه الكاظم وأبنائه، حتى آخرهم الإمام الثاني عشر الغائب.
تتفق فرق الشيعة المختلفة مع المعتزلة في أكثر المسائل الكلامية، أي المسائل المتعلقة بالإلهيات، كالصّفات الإلهية، والتنزية، والتشبيه، والعدل الإلهي، وخلق أفعال العباد، ومسائل القضاء، والقدر، والجبر، والاختيار، وخلق القرآن، أو المسائل المتعلقة بالنُّبوات كحدود العصمة، وصفات الأنبياء، أو بالمعاد، وحكم مرتكب الكبيرة، فهُم باصطلاح المتكلمين من أهل التنزيه.

#### الإثناعشرية
الإثناعشرية من طوائف الشيعية التي ساقت الإمامة بعد جعفر الصادق إلى ابنه موسى الكاظم، ثم علي الرضا، ثم محمد الجواد، ثم علي الهادي ثم إلى الحسن العسكري، وبعده إلى ابنه محمد المهدي الإمام الثاني عشر، الذي دخل في غيبته الكبرى سنة 329 هـ/ 874 م. والاثناعشريون لا يختلفون مع باقي طوائف الشيعية من الزيدية والإسماعيلية في عدد الأئمة وتحديد ذواتهم فحسب، ولكن في مهمة الإمام نفسه أيضًا، فالإمام عندهم منفّذ للشريعة إن توفرت له السلطة، وطريق للعلم بأحكامها بحكم العصمة، ولا محل للاجتهاد فيها حال ظهوره.

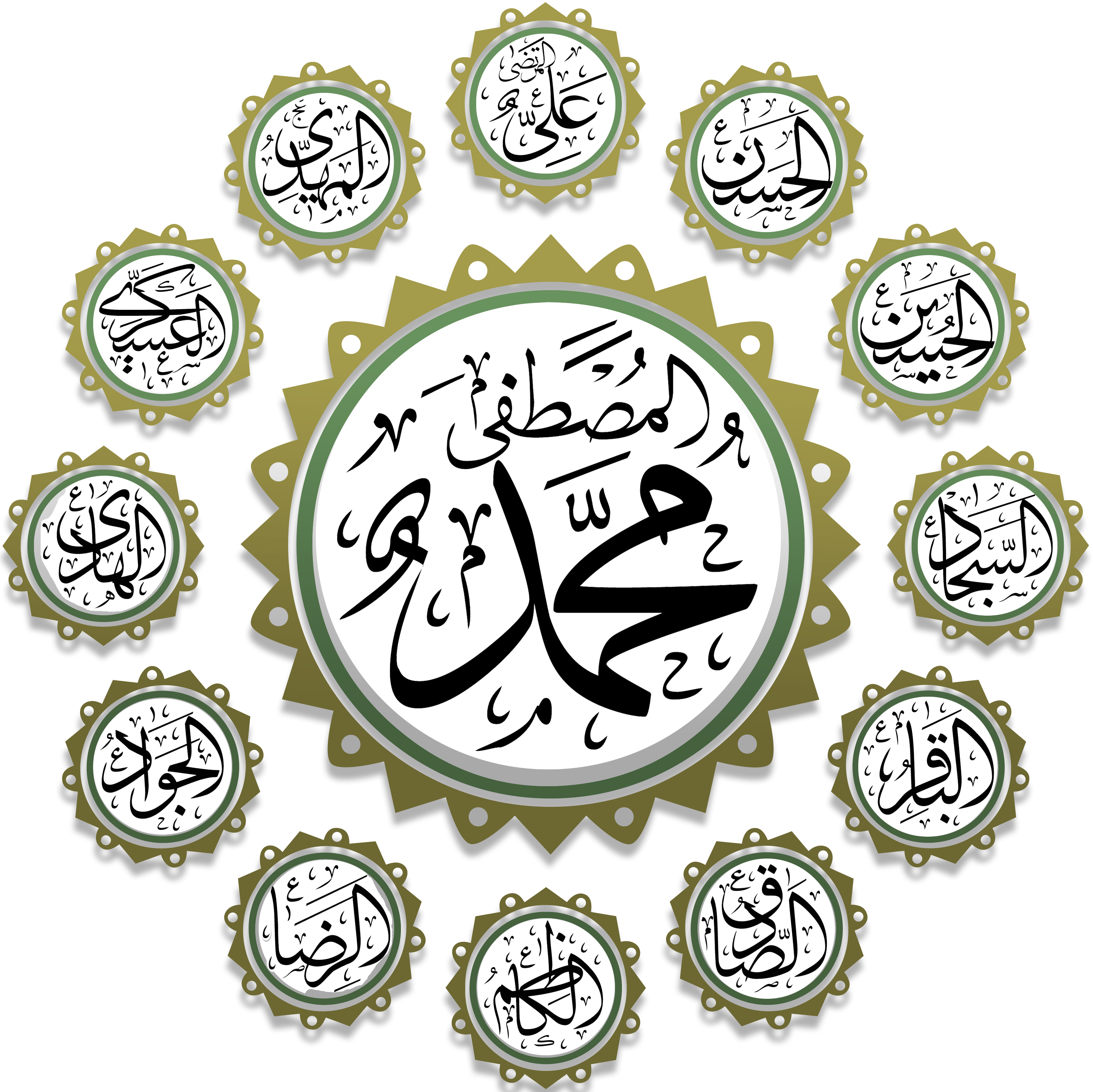
تمثيل خطي لأسماء الأئمة الاثنا عشر بإتجاه عقارب الساعة مع اسم النبي محمد في مركز. للإمام والإمامة لدى الشيعة الإثناعشرية وكُلُّ ما تفرَّع عنها من فرق، أهمية مركزيّة خاصَّة تختلف عمّا للحاكم من أهميّة لدى سائر الفرق الشيعية خاصتًا والإسلامية عمومًا.

ويعتد الإثناعشرية قديمًا وحديثًا باستقلالهم المذهبي عن سائر الفرق. بحسب رأي حسن محمود الشافعي «والحق أن آراءهم بعد أن أكتملت في أخريات هذه الفترة [مرحلة التدوين وظهور المذاهب والفرق] لا تختلف كثيرًا عن الفرق الكلامية المعروفة؛ فهم في الأمور الإلهية قريبون جدًا من المفهوم الاعتزالي، وفي المسائل الإنسانية والسمعية قريبون من متكلمي أهل السنة، وإن كانوا يختلفون عن كليهما في تصورهم للأئمة وما لهم من الحقوق، وما يتصل بذلك من آراء ومعتقدات حول حقيقة الإمامة وأصلها ووظائفها.» فالإثناعشريون يعتبرون الإمامة أصلًا من أصول الدين، ويبنونها على الأصل الذي قامت عليه النبوة عندهم، وهي فكرة اللطف الإلهي الاعتزالية، ويعتبرون الإمامة امتدادًا للنبوة، ولكن في التأويل وبيان الأحكام وتطبيقها لا في التنزيل. فلذا وجب فيها النص من الله على لسان النبي أو الإمام السابق. وأن الإثناعشرية، بخلاف الإسماعلية النزارية، لا يفضلون الإمام علي بن أبي طالب على النبي محمد ولا يسوونه به، ولكن غلب تفضيله في بعض فروعهم. وهم يقرون بصفات متميزة للأئمتهم تعتبر من التطرف والغلو أحيانًا في نظر أهل السنة، وهي في نظرهم ضرورية مادام الإمام هو الطريق الوحيد المؤتمن لمعرفة أحكام الدين، ومنها العلم، والعصمة واختصاصه بالكرامات.
مر الكلام الإثناعشري بمراحل مختلفة، والمرحلة الأولى لنشوء مذهبهم الكلامي هي الفترة التي قضتها الفرقة في صحبة الأئمة، وتكاد تغطى القرنين الثاني والثالث الهجريين. فقد اتسمت هذه الفترة بالاتباع والتقليد في الفروع والأصول، إذن المرجع المصعوم الذي ينبغي أن ترد إليه المشكلات والوقائع - النظرية والعملية - قائم وقوله ملزم، فلا موجب للاجتهاد في كلا المجالين. فقد تسللت بعض المؤثرات المختلفة عن تراث الشيعة الغالية في هذه الفترة إلى صفوف الإثناعشرية، كما يتمثل ذلك أساسًا في انشقاق الإسماعيلية في أيام إمامة جعفر الصادق، وكذلك النصيرية أو العلوية التي انشقت عنهم في أواخر عصر الأئمة وساد فيها تأليه علي بن أبي طالب ويحرص على التمييز عن الإسماعيلة وإن تشابها في الأفكار. بيد أن هذا التسرب لفكر الغلاة داخل الإثناعشرية كان محدودًا، أولًا بسبب الحملات التي قادها الأئمة وخاصة جعفر الصادق ضد الغلاة والغلو عمومًا، حتى كانوا يتمسكون بالنصوص، مع مفهومهم الخاص للحديث وروايته، وينكرون التصرف فيها بالقياس السني الفقهي، أو بالتأويل الكلامي الاعتزالي، أو بالكشف الروحي الصوفي. ثم بسبب اشتغال بعض رجالهم في حياة الأئمة وربما بتشجيعهم إلى علم الكلام، ومنهم هشام بن الحكم الذي كان تلميذًا للصادق وابنه الكاظم. وفي بداية عهد الغيبة فقد كانت الروح الموالية للنصوص مسيطرة أول الأمر، ولعبت الخلافات بين التشيع والاعتزال حول بعض المسائل الكلامية الهامة المتعلقة بمكانة الأئمة وخصائصهم دورًا سلبيًا في العلاقة بين المذهبين.
يشكل الإثناعشرية اليوم القسم الأكبر والرئيسي من الشيعة، بحيثُ أنه عندما تطلق كلمة الشيعة دون قيد، ينصرف المعنى إليهم، وهم يعرفون أيضًا بالجعفرية حسب منهجهم في الفقه نسبة إلى جعفر الصادق، الذي أخذوا عنه أكثر رواياتهم وفقههم، ويعرفون عمومًا بالإثني عشرية، نسبة لعدد أئمتهم الأثني عشر الذين يدينون بعصمتهم، وأنهم منصوص عليهم من الله، كما يعرفون من قبل مخاليفهم باسم الرافضية أو الروافض.
ينقسم الإثناعشرييون إلى ثلاث مدارس واتجاهات الأصولية، والإخبارية والشيخية.

##### العلوية أو النصيرية

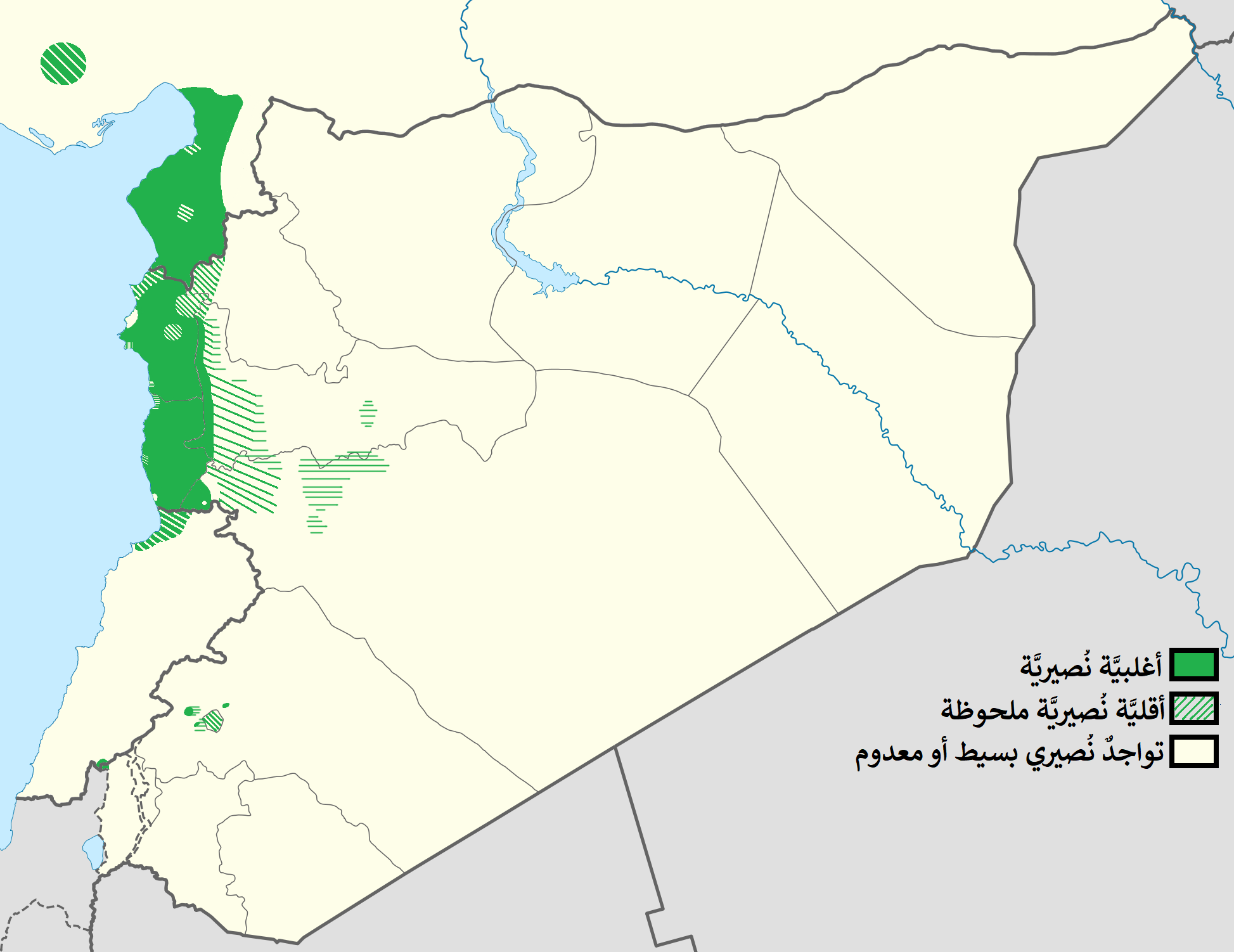
خريطة لعام 2012 توضح وجود العلويين التاريخي في البلدان الثلاثة التي يتواجدون فيها في بلاد الشام: تركيا وسوريا ولبنان.

من وجهة نظر الإثناعشرية تعد النصيرية أو العلوية من غلاة الشيعة ويعتبرون من الذين ألّهوا علي بن أبي طالب. استدلوا علماء المذهب العلوي على ذلك بمقولة ظهور الروحاني كما يقول الشهرستاني في «الملل والنحل»:«..من جملة غلاة الشيعة ولهم جماعة ينصرون مذهبهم ويذبون عن أصحاب مقالاتهم وبينهم خلاف في كيفية اطلاق اسم الإلهية على الأئمة من أهل البيت قالوا ظهور الروحاني بالجسد الجسماني امر لا ينكره عاقل اما في جانب الخير فكظهور جبريل عليه السلام ببعض الاشخاص والتصور بصورة اعرابي والتمثل بصورة البشر واما في جانب الشر فكظهور الشيطان بصورة انسان حتى يعمل الشر بصورته وظهور الجن بصورة بشر حتى يتكلم بلسانه فكذلك نقول ان الله تعالى ظهر بصورة اشخاص ولما لم يكن بعد رسول الله شخص أفضل من علي رضي الله عنه وبعده أولاده المخصوصون وهم خير البرية فظهر الحق بصورتهم ونطق بلسانهم واخذ بأيديهم فمن هذا أطلقنا اسم الإلهية عليهم وانما أثبتنا هذا الاختصاص لعلي رضي الله عنه دون غيره لأنه كان مخصوصا بتأييد الهي من عند الله تعالى فيما يتعلق بباطن الاسرار..»
يرجع تسميتهم بالنصيرية إلى كونهم أتباع محمد بن نصير النميري.

#### الزيدية

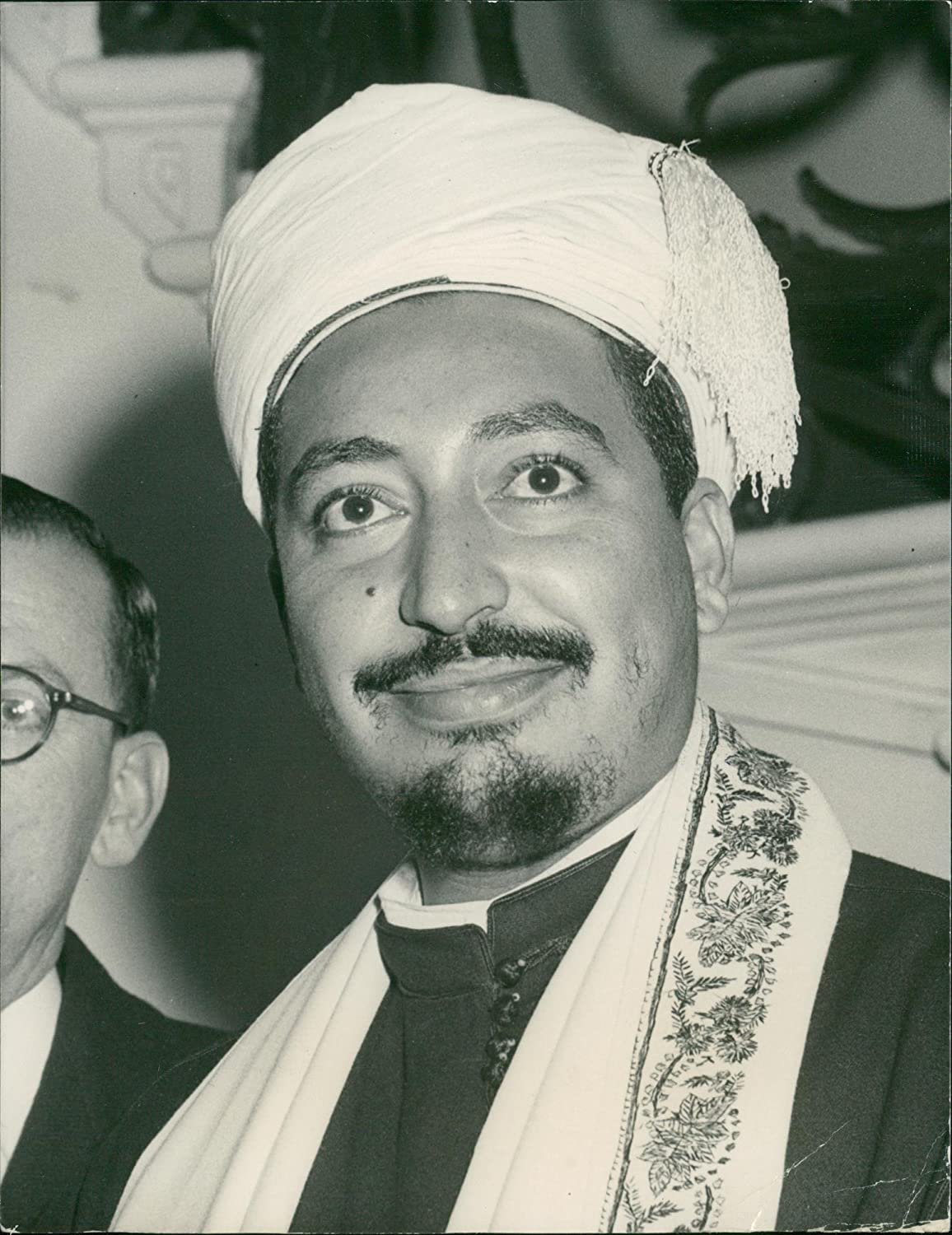
محمد البدر حميد الدين (1926- 1996) آخر إمام زيدي وحاكم في المملكة المتوكلية اليمنية.

الزيدية هي إحدى فرق الشيعة الثلاث الكبرى الموجودة في العالم الإسلامي حتى اليوم، وقد قامت على تراث زيد بن علي زين العابدين الذي كان يري أن عليًا هو أفضل الصحابة، ولكن الصحابة فوضوا الإمامة لأبي بكر لمصلحة رأوها وقاعدة دينية راعوها. وجرى على ذلك أتباعه وهم يقولون في الإمامة: بجواز إمامة المفضول مع وجود الأفضل وصحتها، وأن النبي محمد نصّ على علي بن أبي طالب عنه بوصفه لا بشخصه، والصحابة لم يتعمدوا المخالفة، وأن الإمام ينبغي أن يكون علويًا فاطميًا زاهدًا سخيًا شجاعًا وأن يخرج داعيًا إلى نفسه آمرًا بالمعروف ناهيًا عن المنكر، وهم يجوزون تعدد الأئمة في قطرين متباعدين إذا دعت الحاجة، ولا يقولون بعصمة ولا رجعة، ويقصرون مهمة الإمام على حفظ الشريعة وتنفيذها فقط، خلافًا للإثناعشرية والإسماعيلية.
في العدل والتوحيد، فقد تبنوا في الغالب آراء المعتزلة ومناهجهم الكلامية، وصلة زيد بن علي بالمعتزلة معروفة، ولعلهم أول الفرق تأثرًا بالمعتزلة. قد جمعت آراء زيد في مجموع كان موضع شرح الأئمة والعلماء الزيدية اللاحقين، وبعدها شهدت انشقاقات بينهم برزت منها شعب تخالف منهج زيد قليلًا أو كثيرًا كالجارودية والبترية والسليمانية وغيرها. وأما جمهور الزيدية فقط ظلوا على ولائهم للروح العام التي غرسها إمامهم الأول ومن ثم كانوا أقرب فرق الشيعة إلى أهل السنة، وهناك تيارًا محافظًا بينهم يغلب عليه الولاء الشديد للأحاديث والأخبار. كما أنهم تميّزوا من الإثناعشرية والإسماعيلية برَفضهم التقيّة، وإنكارهم العصمة والعلم اللدني للأئمة، وإنكارهم المهدية والرجعة، كما تميزوا بمنهجهم في الفقه والأحكام والمواريث الذي هو أقرب إلى مذاهب السّنية الفقهيّة، ومنفتح عليها وعلى كتب الحديث لدى أهل السنّة، لذا، الزيدية أقرب طوائف الشيعة إلى أهل السنّة.
من ناحية العقائدية، حول الإلهيّات والصفات وخلق القرآن والعدل والجبر والاختيار وحكم مرتكب الكبيرة وغيرها، فالزيدية معتزلة تمامًا، بل هناك من جعل طبقات المعتزلة طبقات الزيدية نفسها. ولقد بدأت الزيدية كثورة معتزلية ضد الدولة الأموية، قادها إمام من أئمة أهل البيت، زيد بن علي، على عهد هشام بن عبد الملك، ثم استمرت ممثلة للتيار الثوري في أمراء آل البيت، الذين قادوا تيارًا فكريًا يتمذهب بأصول المعتزلة الخمسة في العقائد، مع اختلافات طفيفة في بعض المسائل السياسية الخاصة. فاستمرت الزيدية ثورتها ضد الأمويين والعباسيين، ولقد ظلت في القواعد بأصول المعتزلة الخمسة.

#### الإسماعيلية

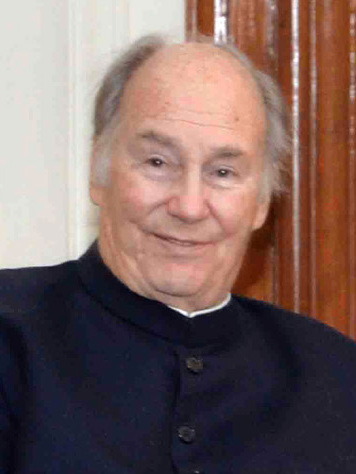
الطائفة الإسماعيلية الأكبر هي النزاريون وهم يعترفون بآغا خان الرابع باعتباره الإمام الوراثي التاسع والأربعين منذ 11 يوليو 1957.

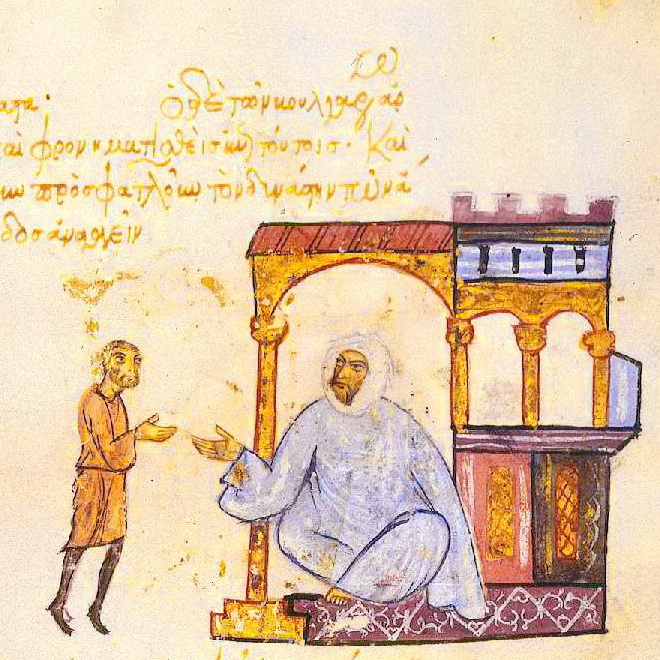
مخطوطة بيزنطية تصور المراسلات الدبلوماسية بين مؤسس السلالةِ الفاطمية والإمام الحادي عشر للشيعة الإسماعيلية عبيد الله المهدي والرسول امبراطور البلغاري.

قيل أن جعفر الصادق أوصى بالإمامة لابنه إسماعيل أول الأمر، الذي توفي في حياة أبيه. ثم لابنه موسى الكاظم من بعده، فتمسك الموالون لإسماعيل بإمامته بعد الصادق وقالوا إن الإمامة لا ترجع القهقهري، وأنها لا بد أن تستمر في أعقاب إسماعيل، ومنهم من زعم أن الصادق ادعى وفاة إسماعيل حماية لولده الذي لم يمت في الحقيقة وإنما استمر مختفيًا إلى حين وظهر في مكان آخر، وأيا ما كان الأمر، فالإسماعيليون جعلوا الإمامة بعد إسماعيل لمحمد بن اسماعيل الإمام المتمم للسبعة الأئمة الأول، وقد تسلسلت الإمامة بعده في أبنائه المستورين. وكانوا قد اتخذوا مدينة سَلَمية في بلاد الشام مقرًا لهم، حتى انتشرت دعوتهم في المغرب فانقتل عبيد الله المهدي ليعلن قيام الدولة الفاطمية الإسماعيلية سنة 297 هـ/ 909 م في المغرب التي انتقلت في عهد المعز إلى مصر، ثم تسلسلت الإمامة في أعقابه حتى المستنصر الذي بدأت في عهده الأخير بوادر الضعف والتفكك في الدولة الفاطمية. وقد تكررت بعد المستنصر حادثة مشابهة لما كان حدث في أيام جعفر الصادق من انشقاق بين أولياء ولده إسماعيل وأتباع موسى الكاظم ولده آخر، إذ أوصى المستنصر في بداية لأكبر أبنائه نزار ولكن أنصار الولد الأصغر المستعلي بالله ادّعوا أنه أوصى له أيضًا، واستطاع هذا أن يتغلب على الأمر ويقتل أخاه الأكبر نزارًا في الأسكندرية، الذي يقال أنه أرسل بأحد أطفاله إلى دعاته في المشرق من أتباع الحسن بن الصباح، وقد قام بالدعوة النزارية، وانتقلت المستعلية مع بقايا النظام الفاطمي الذي أسقطه صلاح الدين إلى اليمن والهند، حيث يعيش البوهرة فيها حتى الآن. ولهم مؤسستهم الدينية المنفصلة عن الإسماعيلية النزارية. أما دولة الحسن بن الصباح النزارية فقد تسلسلت في خليفته بزرگ أوميد ثم أبنائه حتى جاء الحسن الثاني حفيده فأعلن مذهب القيامة ونسخ الشريعة الإسلامية في سنة 556 هـ/ 1161 م بعاصمتهم ألموت قرب قزوين، وبعد ذلك بنحو قرن سقطت الدولة النزارية على يد هولاكو، وتجددت الدعوة النزارية بعد حين وتسلست حتى آغا خان الثالث، والرابع زعيم النزارية منذ 14 ذو الحجة 1376/ 11 يوليو 1957.
أن الفكر الإسماعيلي في عهد ستر الأول منذ إسماعيل حتى عبيد الله المهدي، وكذا عهد الظهور في أيام الفاطميين، قد استم بروح فلسفية تأويلية باطنية. منها نظرية التعليم، وهي تقوم على التشكيك في العقل وأنه قابل للخطأ والصواب، ولذا لا ينبغي الاعتماد عليه في أمر الدين الذي يتطلب اليقين، فالعقل وحده عاجز عن معرفة الله ومن ثم كان من الضروري الاعتماد على مصدر آخر هو المعلّم المعصوم أي الإمام الإسماعيلي، الذي بزعمهم هو وحده الطريق إلى معرفة الله ومعرفة أحكام الدين، بل هو قوام الكون كله، وتعاليمه التي تصل إلى أتباعه عن طريق حجته ثم داعي الدعاة ثم مراتب الدعوة هي مصدر كل قانون أو حق أو تشريع. ونظرية التوحيد عند الإسماعيليون تقوم على التنزيه المطلق كما يسمونه، أو تعطيل الذات عن صفاتها في الحقيقة. ونظرية المثل والمثول عندهم تقوم على المحاكاة والمقابلة بين عالم الغيب والشهادة، أو حسب مصطلحاتهم بين الحدود العلوية والحدود السفلية. ثم، فكرة القيامة والقائم هي عميقة الجذور في الفكر الإسماعيلي منذ أواخر عهد الستر الأول، وقد عبر عنها إخوان الصفا بكل وضوح، وهي مرتبطة عندهم بفكرة الأدوار الأزلية. والتي تمثل التفسير الإسماعيلي للتاريخ، وقد كانت هذه الفكرة وراء انشقاق الدروز في عصر الظهور الفاطمي، إذ اعتقد أنصار الحاكم أنه القائم وألّهوه، واعتقد النزاريون أنه الحسن الثاني الذي قام عام 556 هـ /1161 م بينما ظل البهرة المستعلية ينتظرونه.

##### الموحدون الدروز

شعار الدروز عبارة عن نجمة خماسية ملونة المقبتسة من الحدود الخمسة عندهم ترمز ألوانها إلى المبادئ الكونية الخمسة لديهم وهي 1) العقل بالأخضر. 2) الروح بالأحمر. 3) الكلمة بالأصفر. 4) القديم بالأزرق. 5) الحلول أو التقمص بالأبيض.

انشقت الدروز عن الإسماعيلية في الدولة الفاطمية ويسمون أنفسهم الموحّدون ويعرفون أيضًا ببني معروف. واسم الدروز فهو نسبة إلى أول داع إلى المذهب وهو محمد بن إسماعيل الدرزي. والعقيدة الدرزية هي من العقائد السرية الباطنية التي هي وقف على فئة العُقّال منهم أما فئة الجهّال فهم الأغلبية. ويعرف من معتقداتهم تقمص. والمعرفة عندهم مستويان: ظاهر وباطن. ومواطنهم في لبنان هو الشوف وعالية وفي سوريا جبل الدروز وغوطة دمشق والجولان وفي فلسطين المحتلة الجبل الأعلى. وللدروز خلوات عبادة، ولهم مقامات للزيارة الروحية. رجال الدين هم الأجاويد والقضاة وشيخ العقل. محور المذهب التوحيدي الوصول إلى المعرفة الباطنية عن طريقة العقل الذي هو قبس من نور الله، بالتأمل والاختلاء والامتناع عن الشهوات الدنيوية، وهذا ما يمارسه الاجاويد في خلواتهم. يؤمن الدروز بالتقمص للارواح. وأنهم يأخذون بعقيدة وحدة الوجود.
حدد بعض علماء الموحدين الدروز الفوارق بين مذهبهم وبقية المذاهب الإسلامية والشيعة الإسماعيلية بالتالية: اعتماد الزوجة الواحدة، وعدم إعادة المطلقة، وحرية الإيصاء، والتقمّص اجتهادًا. وقد انفردوا بعدة خصائص، أحيانًا تخالف السنة، وانتشرت دعوتهم بادئ الأمر بين الإسماعيليين، حتى غدت العقيدتان مختلطين إلى أن انفصل الموحدون الدروز بمذهبهم العقائدي المستند إلى رسائل الدعاة التي تشرح مذهبهم، وتسمى رسائل الحكمة. وهم يتهمون بتنفيذ باطن الدعائم الإسلامية، فعندهم الصلاة بكيفية خاصة، وحفظ الصلة بين الإنسان وخالقه، والزكاة تزكية القلوب من المفاسد، والصوم متى شاء المرء لوجه الله خاصة العشر الأول من ذي الحجة. والجهاد عندهم جهادان: الأكبر وهو مقاومة ما تأمر به النفس من السيئات وردعها عن الراذئل، والأصغر وهو مقاتلة كل معتد ومقاومة كل ظالم والدفاع عن الحق وصيانة الأعرض. ومن مبادئهم الدينية الصدق. فمن لم يصدق بلسانه فهو بالقلب أكثر نفاقًا. وحفظ الإخوان، وترك عبادة العدم، وتوحيد الخالق، والرضى بفعله والتسليم لأمره، والأمر بالمعروف والنهي عن المنكر. ويعتقدون بظهور نور الله في الناسوت، وأنه منزه عن الأسماء والصفات.

### الخارجية
ابتدأ الخوارج كلامهم في أمور تتعلّق بالخلافة، فقالوا بصحّة خلافة أبي بكر وعمر لصحّة انتخابهما، وبصحّة خلافة عثمان في سنيه الأولى، فلمّا غيّر وبدَّل ولم يسر سيرة الشيخين، وأتى بما أتى من أحداث، وجبه عزلُهُ، وأقرّوا بصحّة خلافة علي، ولكنّهم قالوا إنّه أخطأ في التّحكيم خلال معركة صفين، وحكمواه بكفره لمّا حكََم، وطعنوا في أصحاب الجمل، طلحة والزبير وعائشة، كما حكموا بكُفر أبي موسى الأشعري وعمرو بن العاص. وقد وضعوا نظرية للخلافة وهي أن الخلافة يجب أن تكون باختيار حُرَّ من المسلمين، وإذا اختير فليس يصحُّ أنّ ينتازل أو يحكِّم، وليس بضروري أن يكون الخليفة قُرَشيًا. ولهذا أمّروا عليهم من اختاروه منهم، وسمّوا عبد الله بن وهب الراسبي أمير المؤمنين، وقد خالفوا بهذا نظرية الشيعة القائلة بانحصار الخلافة في بيت النبي من علي وآله وأهل السنّة القائلين بأن الخلافة في قريش. وهذه النظرية هي التي دعتهُم إلى الخُروج على خلفاء بني أمية ثم العباسيين لاعتقادهم أنهم جائرون.
للخوارج في أول أمرهم كانت صبغتهم سياسية محضة، ثم في عهد عبد الملك بن مروان، مزجوا تعاليهم السياسية بأبحاث عقائدية، وأكبر من كان له أثر في ذلك هم الأزارقة أتباع نافع بن الأزرق. وأهمُّ ما قرَّره الخوارج في ذلك أن العلم بأوامر الدين، من صلاة وصيام وعدل وصدق، جزء من الإيمان، وليس الإيمان الاعتقاد وحده، فمن اعتقد بالوحدانية والرسالة النبي محمد، ثم لم يعمل بفروض الدين، وارتكب الكبائر، فهو كافر.
والخوارج لم يكوّنوا وحدَة، ولم يكونوا كتلة واحدة، وإنما كان واضحًا فيهم الطّبيعة العربية والبدوية، فسُرعان ما يختلفون، وينضمون تحت ألوية مختلفة، يضرب بعضها بعضًا. وعلي كل حال، فقد أتفق جمهور الخورارج على النظريتين الخلافة وأنّ العمل جزء من الإيمان. وتفرقوا فرق بلغت في العدد نحو العشرين، كل فرقة تخالف الأخرى في بعض تعاليمهما، من أشهر فرقهم الأزارقة والنجدات، والإباضية، وهي الفرقة الوحيدة التي بقيت من الخوارج رغم أن أتباعها ينفرون جدًا من أن يصنّفوا مع الخوراج، لأنهم يختلفون معهم في الكثير.

#### الإباضية
الإباضيّة هي الفرقة الوحيدة التي بقيت من الخوارج في التاريخ الإسلامي، أو بتعبير أدق، من الفرق التي انفصلت عنهم، وانتهجت منهجًا معتدلًا أقرب إلى مذهب أهل السنة والجماعة.
بعد الهزيمة التي حلّت بالخوارج في معركة النهروان على يد أصحاب الإمام علي بن أبي طالب، ثار البعض ممّن بقوا، فعزموا على الانتقام بالعُنف، بينما فضَّلت جماعة منهم الالتزام بالهدوء والسعي للمسالمة، خاصّة وأنهم كانو يشكلّون أقلية ضعيفة فقرّرت هذه الجماعة المعتدلة الرحيل إلى البصرة، تحت زعامة مرداس بن أذيّة التميمي الذي نُصِّب إمامًا للشّراة، فيما بعد. وبعد وفاته، انتقلت زعامة إلى عبد الله بن إباض، الذي انفصل سنة 65 هـ عن الخوارج، والخوارج في نظر الإباضية هم الأزارقة، ومكث بالبصرة مع أصحابه بعد خروج المتطرّفين منها. وهكذا بدأت الفترة الأولى من الإباضية. إلى أن التّاسيس الحقيقي للفرقة كان على يد جابر بن زيد الأزدي، الذي انضم إلى جماعة مرداس بن أذيّة بعد مجيئه إلى البصرة، فكان لانضمامه أثر بالغ في نشأة الإباضية وتحديد معالم أفكارها وآرائها.
في الواقع يخالف الإباضيون الخوارج في أهم القضايا الفقهية المميّزة فهي استباحة دماء المخالفين، فعلى عكس الخوارج، يحرّم الإباضيّون قتل الموحِّدين، واستحلال دمائهم، ويحرّمون استعراض الناس وامتحانهم الذي كان يقوم به الخوارج كالأزارقة والنجدية، كما لم يحكموا على مرتكب الكبيرة بالشّرك والكفر، بل وصموه بكُفران النعمة، وكان عبد الله بن إباض شديد الإنكار للآرائهم خصوصًا الأزارقة، وكان يلعن بطلانها بصراحة تامة، ولذا اليوم الإباضية يرفضون بشدة اعتبارهم من الخوارج. ولكن من الجهة الأخرى فهم الفرقة الوحيدة الإسلامية الباقية والتي تتَّق مع الخوارج القدماء في عدد من القضايا.
يدعو الإباضيون إلى تنزيه الله تنزيهًا مطلقًا عن الجمسية ومشابهة المحدثات وكلُّ ما جاء في القرآن أو السنّة ممّا يوهم التشبيه فإنهم يؤولونه بما يفيد المعنى، ولا يؤدي إلى التشبيه، كما ينفون إمكانيّة الرؤية البصرية لله في الآخرة. ويؤولن بعض مسائل الأخروية تأويلًا مجازيًا كالميزان والصراط.

### الأحمدية

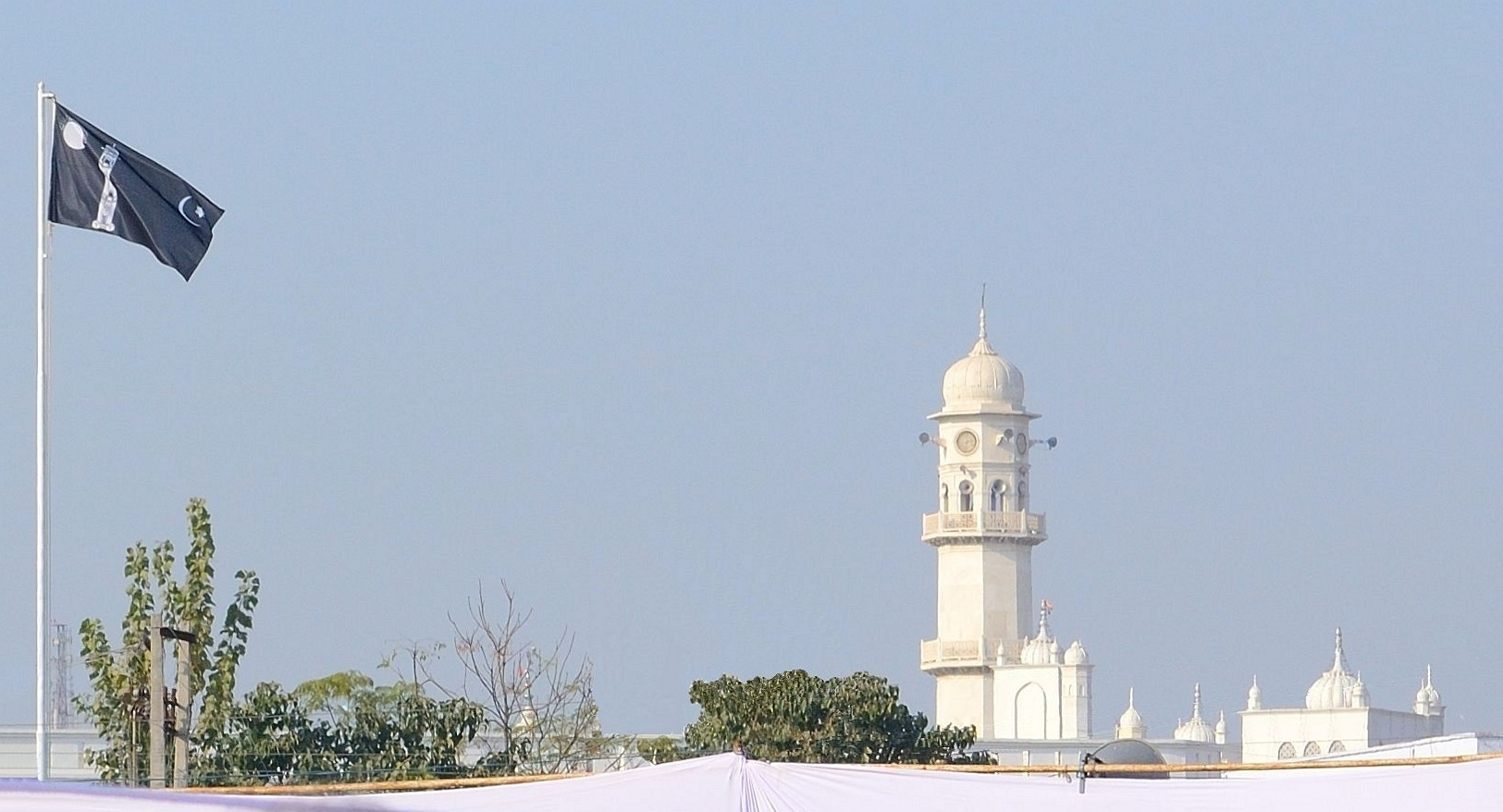
المنارة البيضاء وعلم الأحمدية في قاديان، الهند. بالنسبة للأحمديين، يرمز الاثنان إلى مجيء المسيح الموعود.

تتماشى معتقدات الأحمديين أکثرًا مع التقاليد السنية، مثل أركان الإسلام الخمسة والبنود الستة في الإيمان. وبالمثل، يقبل الأحمديون القرآن على أنه نصهم المقدس، ويواجهون الكعبة أثناء الصلاة، ويقبلون الأحاديث ويمارسون السنة النبوية. ومع ذلك، يعتبرهم العديد من المسلمين إما كفارًا أو زنادقة.
تنص تعاليم الأحمدي على أن مؤسسي جميع الديانات الرئيسية في العالم لهم أصول إلهية. كان الله يعمل على ترسيخ الإسلام كدين أخير، لأنه كان الأكثر اكتمالاً وشمل جميع التعاليم السابقة للديانات الأخرى (لكنهم يعتقدون أن جميع الأديان الأخرى قد ضلت في شكلها الحالي). جاء استكمال تطور الدين وإتمامه مع مجيء محمد؛ وأن كمال «ظهور» نبوة محمد ونقل رسالته كان مقدراً له أن يحدث مع مجيء المهدي. الجماعة الإسلامية الأحمدية تعتبر ميرزا غلام أحمد، الذي ادعى أنه المسيح الموعود («المجيء الثاني للمسيح») المهدي الذي ينتظره المسلمون والنبي «التابع» لمحمد الذي كانت وظيفته إعادة الشريعة التي أعطيت لمحمد من خلال التوجيه أو حشد الأمة للرجوع إلى الإسلام وإحباط الهجمات على الإسلام من قبل معارضيها، بصفتها «الموعود» من جميع الأديان التي تحقق النبوءات الأخروية الموجودة في الكتب المقدسة للأديان الإبراهيمية، وكذلك الزرادشتية والديانات الهندية وتقاليد الأمريكيين الأصليين الآخرين. يعتقد المسلمون الأحمديون أن ميرزا غلام أحمد كلّف من الله باعتباره انعكاسًا حقيقيًا لنبوة محمد لتأسيس وحدة الله وتذكير البشرية بواجباتهم تجاه الله وخلق الله.

### فهرس المراجع
1. ↑  جهامي، جيرار (2002). "علم الكلام". موسوعة مصطلحات الفكر العربي والإسلامي الحديث والمعاصر. سلسلة موسوعات المصطلحات العربية والإسلامية. مكتبة لبنان ناشرون. ج. الجزء الثالث. ص. 1301. ISBN:9953104433.
2. ↑  صالح بن عبد الرحمن بن إبراهيم الدخيل (2009). أهل السنة والجماعة:النشأة - الأهداف - المنهج - الخصائص (ط. الأولى). القاهرة، مصر: دار الهدى النبوي. ص. 40.
3. ↑  عبد القاهر بن طاهر بن محمد البغدادي أبو منصور. "الفرق بين الفرق الفصل الثالث من فصول هذا الباب في بيان الأصول التى اجتمعت عليها أهل السنة- ويكي مصدر". ar.wikisource.org. مؤرشف من الأصل في 17 فبراير 2013. اطلع عليه بتاريخ 2018-09-09م. {{استشهاد ويب}}: تحقق من التاريخ في: |تاريخ الوصول= (مساعدة)
4. ↑  الشافعي (1991)، ص.98
5. ↑  الشافعي (1991)، ص.100
6. 1 2  الشافعي (1991)، ص.101
7. 1 2 3  الشافعي (1991)، ص.90
8. ↑  الطيب يجيب عن سؤال: لماذا يتبنى الأزهر المذهب الأشعري؟ نسخة محفوظة 2020-12-27 على موقع واي باك مشين.
9. ↑  رستم (2005)، ص.123
10. ↑  الشافعي (1991)، ص.87
11. ↑  طرابيشي (1987)، ص.60
12. ↑  الشافعي (1991)، ص.88
13. 1 2  عمارة (1997)، ص.170
14. ↑  عمارة (1997)، ص.192
15. ↑  لسان العرب لابن منظور (أثر) ج1 ص52 وما بعدها
16. ↑  رستم (2005)، ص.105
17. ↑  الذهبي. سير أعلام النبلاء الطبقة 12 ج11. ص. 247 وما بعدها. مؤرشف من الأصل في 2018-08-09.
18. ↑  لوامع الأنوار البهية للسفاريني ج1 ص73
19. ↑  العين والأثر في عقائد أهل الأثر، ج1 ص53 المؤلف: عبد الباقي بن عبد الباقي بن عبد القادر بن عبد الباقي بن إبراهيم، الناشر: دار المأمون للتراث، دمشق، الطبعة الأولى، 1987. تحقيق: عصام رواس قلعجي.
20. ↑  عمارة (1997)، ص.33
21. ↑  عمارة (1997)، ص.34
22. ↑  عمارة (1997)، ص.35
23. ↑  شلبي إبراهيم الجعيدي (يناير 2012). "الكرامية في خراسان من القرن الثالث إلى السادس الهجري". مجلة كلية الآداب. القاهرة، مصر: جامعة المنصورة. ع. العدد الخمسون. ص. 323- 338.
24. 1 2 3  الشافعي (1991)، ص.91
25. ↑  رستم (2005)، ص.253
26. ↑  الشافعي (1991)، ص.102
27. ↑  الشافعي (1991)، ص.104
28. ↑  الشافعي (1991)، ص.105
29. ↑  الشافعي (1991)، ص.106
30. ↑  رستم (2005)، ص.216
31. ↑  الفرق بين الأخبارية والأصولية والشيخية نسخة محفوظة 3 يناير 2019 على موقع واي باك مشين.
32. ↑  عبد الرحمن بدوي (1997). مذاهب الإسلاميين (ط. الثانية). بيروت، لبنان: دار العلم للملايين. ص. 1169.
33. ↑  الشافعي (1991)، ص.110
34. ↑  الشافعي (1991)، ص.111
35. 1 2  رستم (2005)، ص.214
36. ↑  عمارة (1997)، ص.97
37. ↑  عمارة (1997)، ص.120
38. ↑  الشافعي (1991)، ص.92
39. ↑  الشافعي (1991)، ص.93
40. ↑  الشافعي (1991)، ص.95
41. ↑  الشافعي (1991)، ص.96
42. ↑  سعد سعدي (1998). معجم الشرق الأوسط (ط. الأولى). بيروت، لبنان: دار الجيل. ص. 187.
43. ↑  موسوعة عالم الأديان (2005)، ج 22 ص.22
44. ↑  رستم (2005)، ص.200
45. ↑  رستم (2005)، ص.201
46. ↑  رستم (2005)، ص.202
47. 1 2  رستم (2005)، ص.205
48. ↑  رستم (2005)، ص.206
49. ↑  رستم (2005)، ص.207
50. ↑  Ahmadiyya - ReligionFacts نسخة محفوظة 30 أكتوبر 2020 على موقع واي باك مشين.
51. ↑  "حكم علماء الإسلام على القاديانية - إسلام ويب - مركز الفتوى". مؤرشف من الأصل في 2020-12-27. اطلع عليه بتاريخ 2020-12-27.
52. ↑  Invitation to Ahmadiyyat by Mirza Bashir-ud-Din Mahmood Ahmad Part II, Argument 4, Chapter "Promised Messiah, Promised One of All Religions"
53. ↑  Islam and the Ahmadiyya Jamaʻat: History, Belief, Practice - Simon Ross Valentine - Google Books نسخة محفوظة 2020-12-27 على موقع واي باك مشين.

### معلومات المراجع
- فيصل بدير عون (1977). علم الكلام ومدارسه (ط. الثانية). القاهرة، مصر: دار الثقافة.
- جورج طرابيشي (1987). معجم الفلاسفة (الفلاسفة - المناطقة - المتكلّمون - اللاهوتيّون - المتصوّفون) (ط. الأولى). بيروت، لبنان: دار الطليعة.
- حسن محمود الشافعي (1991). المدخل إلى دراسة علم الكلام (ط. الثانية). القاهرة، مصر: مكتبة وهبة.
- علي عبد الفتاح المغربي (1995). الفرق الكلامية الإسلامية، مدخل ودراسة (ط. الثانية). القاهرة، مصر: مكتبة وهبة.
- محمد عمارة (1997). تيّارات الفكر الإسلامي (ط. الثانية). القاهرة، مصر: دار الشروق.
- سعد رستم (2005). الفرق والمذاهب الإسلامية منذ البدايات، النشأة - التاريخ - العقيدة - التوزع الجغرافي (ط. الثالثة). دمشق، سوريا: الأوائل للنشر والتوزيع.
- مجموعة من الباحثين بإشراف طوني مفرج (2005). موسوعة عالم الأديان:كل الأديان والمذاهب والفرق والبدع في العالم (ط. الثانية). بيروت، لبنان: نوبيليس.